# エタール・コホモロジー
エタール・コホモロジー（étale cohomology）はアレクサンドル・グロタンディークがヴェイユ予想を証明するための道具として考案したコホモロジー理論であり、位相空間上の定数係数コホモロジー、すなわち特異コホモロジーの類似になっている。エタール・コホモロジーはヴェイユ・コホモロジーの一種であるℓ進コホモロジーを構成する枠組みを与える。代数幾何学における基本的な道具の一つで、非常に多くの応用を持ち、ヴェイユ予想への貢献やフェルマーの最終定理の証明の際にも用いられた。

## 定義
任意のスキームXに対してエタール射u:A→X全体からなる圏をEt(X)であらわす。この圏は位相空間Sの開部分集合の圏Top(S)の類似であって普通の開埋め込み射をエタール射に置き換えたものとみられる。しかしながらザリスキ位相の開埋め込み射よりもエタール射のほうが数が多くなっており、その分位相は細かくなっている。この位相を用いることによって通常の層の理論とまったく同様に、Et(X)上に前層および層を定義することができる。それらをエタール前層およびエタール層とよぶ。
Et(X)上の層の成す圏は通常と同様にやはりアーベル圏であり、アーベル圏の理論もしくは導来関手の理論を用いることにより、エタール層Fに対してコホモロジー
{\displaystyle H^{i}(X,{\mathcal {F}})}
の存在および一意性が証明される。これがエタール・コホモロジーである。
もっと一般的には、同様の手順によって、任意の景の上でそのグロタンディーク位相を用いて層を定義し、コホモロジー理論を構成することができる。景の言葉を用いるならエタール・コホモロジーはエタール景上のコホモロジーと言い換えることができる。

## ℓ進コホモロジー群
エタール・コホモロジーは係数がZ/nZの場合には上手く働くが、ねじれを持たない(たとえば整係数や有理係数)場合は満足する結果を与えない。エタール・コホモロジーからねじれを持たないコホモロジー群を得るためには、ねじれを持つ係数のエタール・コホモロジーの逆極限をとればよい。これはℓ進コホモロジーもしくはℓ進エタール・コホモロジーと呼ばれる。ここでℓは考えているスキームVの標数pとは異なる任意の素数を表す。たとえば定数層Z/ℓkZのエタール・コホモロジー
{\displaystyle H^{i}(V,\mathbb {Z} /l^{k}\mathbb {Z} )}
の逆極限
{\displaystyle H^{i}(V,\mathbb {Z} _{l})=\lim _{\leftarrow }H^{i}(V,\mathbb {Z} /l^{k}\mathbb {Z} )}
としてℓ進コホモロジーが定義される。ここで注意しなければならないのだが、コホモロジー(右導来関手をとる操作)は逆極限をとる操作と可換ではない。したがってこのℓ進コホモロジーはエタール層Zℓに係数をもつエタール・コホモロジーとは異なるものである。後者のコホモロジーは存在するが"悪い"コホモロジー群を与える。
ℓ進コホモロジーからねじれ部分群を取り除き、標数0の体上のベクトル空間としてコホモロジー群を得たいならば
{\displaystyle H^{i}(V,\mathbb {Q} _{l})=H^{i}(V,\mathbb {Z} _{l})\otimes \mathbb {Q} _{l}}
と定義する。ここでこの記法は誤解を与えるのだが、Qℓはエタール層でもℓ進層でもない。

## 性質
一般的に多様体のℓ進コホモロジー群は複素多様体の特異コホモロジー群と似たような性質を持つ。ただ特異コホモロジーは整数もしくは有理数上の加群であるのに対して、ℓ進コホモロジーはℓ進整数もしくはℓ進数上の加群になる。非特異な射影多様体上のℓ進コホモロジーはポアンカレ双対性を満たすほかケネスの公式も満たす。
一方ℓ進コホモロジーは特異コホモロジーと異なり、ガロア群の作用を持つという性質がある。たとえば有理数体上定義された複素多様体のℓ進コホモロジー群は有理数体の絶対ガロア群の作用を持ち、ガロア表現と関係が深い。

## いくつかの計算例

### Hi(X, Gm)
{\displaystyle H^{0}(X,G_{m})=k^{*}}
{\displaystyle H^{1}(X,G_{m})=Pic(X)}
ここでPic(X)はピカール群。
{\displaystyle H^{i>1}(X,G_{m})=0}

### Hi(X,μn)
μnを1のn乗根の層、nは体kの標数と素とする。エタール層におけるクンマーの完全系列
{\displaystyle 1\rightarrow \mu _{n}\rightarrow G_{m}{\xrightarrow {n}}G_{m}\rightarrow 1}
より長完全系列
{\displaystyle 0\rightarrow H^{0}(X,\mu _{n})\rightarrow H^{0}(X,G_{m})\rightarrow H^{0}(X,G_{m})\rightarrow }
{\displaystyle \rightarrow H^{1}(X,\mu _{n})\rightarrow H^{1}(X,G_{m})\rightarrow H^{1}(X,G_{m})\rightarrow H^{2}(X,\mu _{n})\rightarrow H^{2}(X,G_{m})}
を得るが、ここに上記の結果H0(X, Gm)=k*、H1(X, Gm)=Pic(X)およびi>1に対してHi(X, Gm)=0を代入することによって
{\displaystyle H^{0}(X,\mu _{n})=\mu _{n}(k)}
{\displaystyle 1\rightarrow H^{1}(X,\mu _{n})\rightarrow Pic(X){\xrightarrow {\times n}}Pic(X)\rightarrow H^{2}(X,\mu _{n})\rightarrow 1}
となる。下式からH1(X, μn)=Pic(X)のn等分点の成す群、H2(X, μn)=Z/nZおよびその他は0とわかる。